# Vražda rodiny Mijazawových

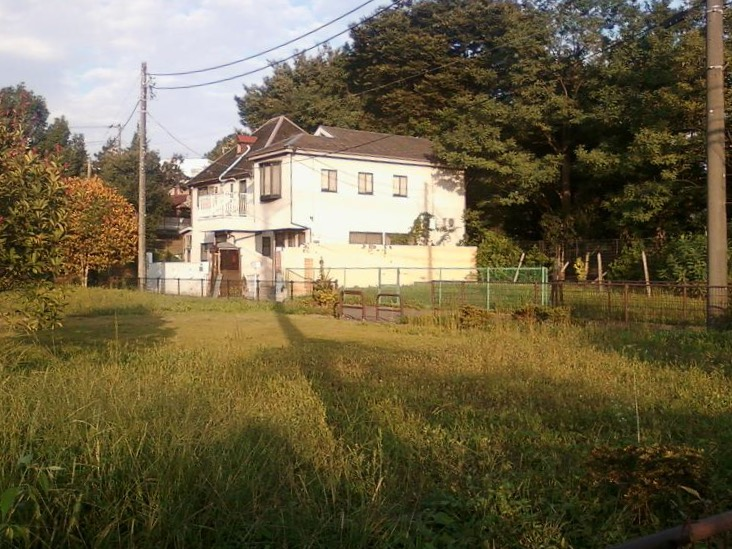
Dům rodiny Mijazawů v roce 2010

K dodnes neobjasněné vraždě rodiny Mijazawových (japonsky označované jako 世田谷家事件 Setagaja-ka džiken „vražda v obvodu Setagaja“) došlo v Tokiu 30. prosince 2000.
Otec Mikio Mijazawa (44), matka Jasuko Mijazawa (41), dcera Niina Mijazawa (8) a syn Rei Mijazawa (6) byli zavražděni neznámým pachatelem, který se v noci vloupal do jejich domu a několik hodin po vraždě tam zůstal. Navzdory rozsáhlému vyšetřování japonské policie, při kterém se dokonce podařilo získat i vrahovu DNA a mnoho dalších informací, zůstal pachatel neodhalen.
To, že se vraždu tak dlouhou dobu nepodařilo odhalit, vedlo k tomu, že v roce 2010 bylo v Japonsku zrušeno promlčení u hrdelních zločinů (které předtím byly promlčitelné po pětadvaceti letech).

## Vraždy

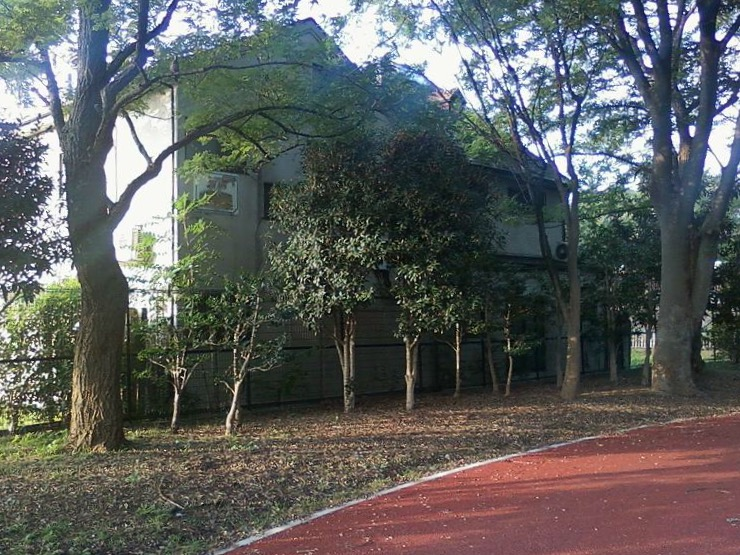
Zadní část domu, kde došlo k vraždě, přiléhající k parku Sošigaja. Vrah do domu vstoupil oknem v 1. patře, do kterého vylezl po stromě.

Mikio pracoval v poradenské firmě, která pomáhala velkým společnostem rozvíjet firemní styl, Jasuko provozovala tzv. džuku, soukromou doplňkovou školu, která studentům pomáhá s přípravou na přijímací zkoušky. Oblast, kde oběti bydlely, byla velmi řídce osídlena a určena k vystěhování; většina rodin, které zde předtím žily, se odtud odstěhovala kvůli plánovanému rozšíření blízkého parku; v době vraždy byly v okolí jen čtyři obydlené domy. Den před vraždou strávily oběti spolu: nakupováním a sledováním televize.
Těla členů rodiny objevila následující den, 31. prosince 2000, Asahi Geino, matka zavražděné Jasako, v jejich rodinném domě v sousedství Kamisohigaja v obvodě Setagaja na západním předměstí Tokia.
Mikio, Jasuko a Niina byli ubodáni, Rei byl zardoušen. Vyšetřovatelé dospěli k závěru, že vraždy byly spáchány předcházející den, 30. prosince, kolem 23.30 japonského času a vrah se poté ještě několik hodin pohyboval po domě.
Vrah vstoupil do domu otevřeným oknem do koupelny v zadní části domu, která směřovala k parku Sošigaja. Do okna vyšplhal po větvi blízkého stromu. Nejprve holýma rukama zardousil Reie, který spal ve svém pokoji v prvním patře. Mikio pak zřejmě slyšel hluk a vyšel do prvního patra. Mikio s vrahem bojoval a podařilo se mu ho i zranit, vrah jej ale nakonec ubodal nožem (na místo činu si přinesl kuchyňský nůž typu sašimi bóčó, používaný k přípravě pokrmu sašimi). Podle policejní zprávy se čepel vrahova nože ulomila a úlomek zůstal v Mikiově hlavě. Vrah proto na Jasuko a Niinu zaútočil nejprve zbytkem zlomeného nože a pak jejich vlastním kuchyňským nožem (typu santoku bóčó), který si vzal na místě činu.
Vrah pak zůstal v domě Mijazawových 2–10 hodin. Použil rodinný počítač, zkonzumoval ječný čaj, meloun a zmrzlinu z jejich ledničky, použil jejich toaletu, ošetřil zranění, která mu způsobil bránící se Mikio, obvazy z jejich lékárničky a zdříml si na pohovce v obývacím pokoji v prvním patře. Analýza rodinného počítače ukázala, že se připojil na internet v 1.18 ráno po vraždách a pak kolem desáté hodiny ranní; přibližně v tu hodinu však do domu přišla Asahi. Asahi přišla rodinu zkontrolovat poté, co jí její dcera nezvedala telefon (vrah odpojil telefonní vedení) a nikdo jí nepřišel otevřít, když zazvonila. Podle vyšetřovatelů vrah jistě zůstal v domě nejméně do 1.18 ráno; v 10 hodin ráno mohla počítač nechtěně zapnout sama Asahi.
Vrah zanechal na místě činu svůj zakrvácený svetr, čepici, šálu, ledvinku, bundu, rukavice a kapesník. Většina oblečení byla vyrobená v Japonsku a běžně dostupná v japonských obchodech. Boty, které měl pachatel na sobě (identifikované podle otisků podrážek), však byly vyrobené v Koreji a tato velikost se v Japonsku neprodávala.

## Vyšetřování
Policii se podařilo zjistit mnoho velmi konkrétních informací o vrahovi, žádná z nich však nevedla k jeho ztotožnění. Analýza výkalů z toalety Mijazawových dokonce prokázala, že vrah před vraždou jedl pokrm obsahující zelené fazolky a sezamová semínka.
Bylo zjištěno, že vrahovo oblečení i nůž na sašimi, kterým zaútočil na Mikia, byl zakoupen v prefektuře Kanagawa; daného svetru bylo vyrobeno a prodáno pouze asi 130 kusů, policie ale vypátrala pouze 12 z nich. Zbytky písku v ledvince, kterou pachatel také zanechal na místě činu, pocházely z Nevadské poušti, konkrétně z okolí Edwardsovy letecké základny.
Vyšetřování bylo jedno z nejrozsáhlejších v japonských dějinách. Zapojilo se do něj přes 246 044 vyšetřovatelů a bylo nashromážděno 12 545 kusů důkazního materiálu. Ještě v roce 2015, patnáct let po vraždách, se 40 policistů případu věnovalo na plný úvazek. Příslušníci tokijské policie každoročně provádějí na místě vraždy pietní akci. V roce 2019 na případu pracovalo třicet pět detektivů.
V současné době je vypsána odměna 20 milionů jenů každému, kdo by poskytl informace vedoucí k dopadení pachatele nebo uzavření případu. V roce 2019 bylo oznámeno, že dům bude zdemolován, protože je ve špatném stavu a hrozí jeho zřícení; všechny důkazní materiály z něho už byly odebrány.

## Pachatel
Ačkoli se v domě našla DNA vraha i jeho otisky prstů, žádný z nich neodpovídá záznamům japonské policie, což znamená, že pachatel neměl v Japonsku trestní záznam. Byla nalezena také pachatelova krev, která měla krevní skupinu A (což znamená, že nebyl příbuzný rodiny). Podle analýzy DNA byl vrahem muž, pravděpodobně míšenec, jehož matka pocházela z jižní Evropy a otec z východní Asie. Evropské DNA však mohlo pocházet od vzdálenějších předků, sama matka v Evropě žít nemusela. Podle analýzy DNA měl vrah haploskupinu O-M122, která je v Japonsku poměrně vzácná (asi 1 ze 13 osob), častější je však u Korejců (1 ze 4–5 osob). To vedlo k domněnce, že vrah nebyl Japonec.
Z rozměrů oblečení zanechaného na místě činu policie usuzuje, že vrah byl asi 170 cm vysoký, štíhlé postavy. Policie se dále domnívá, že vrah byl narozený mezi lety 1965–1985 (v době činu mu tedy bylo 15–35 let) a byl pravák.